# Obsesión (Star Trek: La serie original)
Obsesión es el episodio número 13 de la segunda temporada de Star Trek: La serie original y fue transmitido por primera vez el 15 de diciembre de 1967. Es el episodio número 42 en ser transmitido y el número 47 en ser producido, fue escrito por Art Wallace y dirigido por Ralph Senensky.
En la versión Bluray el título de este episodio en el audio en español es dado como Los años mortales.
Resumen: El capitán James T. Kirk se vuelve obsesionado con destruir a una misteriosa entidad.

## Trama
En la fecha estelar 3619.2, la nave espacial USS Enterprise envía una partida de desembarque a un planeta a investigar unos depósitos de tritanio, un elemento "21,4 veces" más duro que el diamante. Mientras están explorando, el capitán Kirk nota un aroma dulce parecido a la miel, y hace que sus hombres se pongan en alerta. Les dice que busquen dikironio y que disparen inmediatamente sobre cualquier cosa que parezca una nube de gas. Luego la partida de desembarque se dispersa para explorar.
Un grupo logra captar una señal pero esta desaparece, momento en el cual son atacados inmediatamente. Kirk y el sr. Spock se apresuran en llegar al lugar del ataque, y se encuentran con tres tripulantes en el suelo, dos muertos y el tercero, el alférez Rizzo casi muerto. A los tres, los glóbulos rojos han sido drenados de su hemoglobina. Kirk teme que el asesino sea la misma entidad espacial que encontró hace 11 años mientras estaba sirviendo en la USS Farragut. Como un joven teniente a bordo de esa nave, Kirk había dudado en disparar los fáseres de la nave contra la criatura, que de inmediato atacó. El encuentro mató a la mitad de la tripulación de la Farragut, con Kirk y el primer oficial de la nave entre los pocos sobrevivientes. Kirk sintió gran culpa por lo sucedido, incluso aunque en la subsecuente investigación e informe oficial, el primer oficial había alabado al joven Kirk por sus acciones en la batalla, describiéndolo como un fino joven oficial quien se desempeñó con valentía poco común.
La partida de desembarco regresa rápidamente al Enterprise. Una vez a bordo, Kirk se obsesiona en encontrar a la entidad, sintiéndose culpable por todo el daño que ha causado y no haber podido atraparla. Ignora sus órdenes de reunirse con el USS Yorktown y transferir urgentemente abastecimientos médicos destinados a Theta VII, hasta que el Dr. Leonard McCoy pueda confirmar la causa de las muertes de sus hombres. McCoy, sin embargo, está totalmente confundido y ni siquiera sabe por dónde comenzar a investigar. Kirk le dice que revise los registros médicos de la Farragut y que comience a partir de allí. En el puente, Kirk hace que Spock busque la entidad gaseosa, la que sabe que es capaz de ocultarse y pasar a través de la materia sólida. Spock está intrigado por tal criatura, fascinado de que se puede mover a través del espacio y tiempo a voluntad. Sugiere que debe ser capaz de controlar su estructura molecular, pero Kirk lo interrumpe, diciendo que no quiere un análisis científico, sólo desea encontrarla.
Kirk llama al puente a uno de los oficiales de seguridad, el alférez Garrovick. El padre del alférez, el capitán Garrovick, era el oficial al mando de la Farragut, y también perdió la vida por causa de la entidad. Kirk cree que el hijo de Garrovick estará tan motivado en encontrar a la criatura como él mismo y lo asigna a la siguiente partida de desembarco que tratará de cazar a la entidad. Tan pronto como se preparan a bajar, el Dr. McCoy le informa que Rizzo murió de sus heridas.
Kirk regresa al planeta y le ordena a su partida de desembarque que dispare a la entidad tan pronto sea vista. Informa a sus hombres que la criatura ataca rápidamente, así cualquier duda será fatal. El equipo se dispersa y poco después el alférez Garrovick se encuentra con la criatura. Apunta su fáser, pero duda en disparar, paralizándose por el temor cuando su compañero es asesinado. La criatura huye justo cuando Kirk llega. De regreso al Enterprise, Garrovick admite que dudó en disparar su fáser y es confinado a su camarote.
McCoy ha visto suficiente y confronta a su capitán respecto a su obsesión insana por la criatura. Le solicita a Spock que evalúe la salud de Kirk para ejercer el mando. Kirk justifica sus acciones diciendo que la criatura es un depredador inteligente y una seria amenaza a los planetas habitados. Advierte que si logra viajar a un sistema poblado, no habría forma de saber a cuántos asesinaría. McCoy finalmente se convence de ese razonamiento cuando el sr. Chekov informa que está siguiendo a la criatura gaseosa a medida que está se aleja del planeta.
La partida de desembarque regresa rápidamente a la nave y Kirk ordena que se persiga a la nube a Warp 8. La nave comienza la persecución, pero el sr. Scott duda que el Enterprise pueda sostener tan alta velocidad por mucho tiempo. Kirk ordena una reducción de la velocidad y curiosamente, la entidad también disminuye la suya. Aparentemente como preparándose para la confrontación y permitiéndoles que la alcancen. Kirk ordena que se tomen los puestos de combate y cuando la nube queda dentro del alcance de las armas ordena que se le dispare. Los haces de los fáser y los torpedos pasan a través de la nube sin causar ningún efecto, pero ni los escudos deflectores ni tampoco el casco de la nave pueden detener a la criatura cuando ésta penetra y se introduce en el sistema de ventilación. Kirk ordena apagar el sistema de soporte vital, limitando a la tripulación a dos horas de aire. Ordena a Scotty que cierre todas las puertas de ventilación e inunde el sistema con gas.
Después de una conferencia, Spock señala que dado que la criatura es inmune al fuego de las armas convencionales, no necesita culparse a sí mismo por dudar en disparar en el incidente anterior. El haber disparado inmediatamente sobre la criatura no hubiera hecho ninguna diferencia, y las muertes que resultaron no se habrían podido evitar.
Mientras tanto, la criatura sale a través de las puertas de ventilación y mata a dos tripulantes. Luego entra en el camarote del alférez Garrovick, y trata de atacarlo, pero Spock se encuentra presente en el camarote. La criatura ataca a Spock pero al probar la sangre vulcana de Spock es repelida, debida a su diferente composición. La criatura se aleja rápidamente de Spock y huye de la nave. El Dr. McCoy comenta que la sangre verde de Spock debe haberle dejado un mal sabor.
La criatura logra llegar al cuarto planeta del sistema Tycho, y el Enterprise se dirige allí en persecución. Kirk se pregunta si el planeta será el hogar nativo de la criatura, ya que es el mismo lugar donde la Farragut la encontró originalmente. Kirk planea una trampa para la criatura mientras Spock observa que la criatura podría estar alimentándose con el propósito de reproducirse. Si la entidad no es detenida, podrían encontrarse en la situación de estar enfrentando a más de una.
Kirk y el alférez Garrovick se transportan al planeta con un recipiente que contiene una bomba de antimateria. Los dos atraen a la criatura con un cebo hecho del abastecimiento de sangre de la enfermería de la nave, pero ésta es rápidamente consumida antes de que puedan guiar a la criatura hacia la bomba.
Kirk decide que él mismo será el cebo y permanece detrás para detonar a la bomba. Ordena a Garrovick que regrese a la nave, pero el joven oficial se niega a abandonar a su capitán y se produce un conato de lucha antes de que Kirk pueda explicarle que no desea sacrificarse. Los dos preparan la bomba mientras la criatura se acerca a ellos. Cuando ésta se prepara a engullirlos, Kirk y Garrovick se transportan a la nave y la bomba de antimateria explota, aniquilando a la entidad y a la mayor parte de Tycho IV.
Una vez seguros a bordo, Kirk lleva a un lado a Garrovick para agradecerle y contarle algunas historias de su padre, el capitán Garrovick.

## Remasterización del aniversario de los 40 años
Este episodio fue remasterizado en el año 2006 con ocasión de la celebración del aniversario de los 40 años de  la serie original y transmitido el 12 de abril de 2008. Fue precedido una semana antes por la versión remasterizada de El incidente del Enterprise y seguida una semana más tarde por la versión remasterizada de Las mujeres de Mudd. Además del audio y video remasterizado, y todas las animaciones de la USS Enterprise realizadas por CGI que es el estándar de todas las revisiones, los cambios específicos para este episodio son:
- El planeta Tycho IV fue modificado para darle una nueva apariencia.
- Las escenas de la entidad en el espacio fueron retrabajadas con CGI.
- Ahora se puede ver el enorme cráter producto de la explosión de antimateria en la superficie de Tycho IV cuando el Enterprise deja la órbita.